# Ólafur Ingi Skúlason
Ólafur Ingi Skúlason (* 1. April 1983 in Reykjavík) ist ein ehemaliger isländischer Fußballspieler, der seit dem Ende seiner Spielerkarriere als Trainer aktiv ist. Neben seinem Heimatland war er als Mittelfeldspieler auch in England, Schweden, Dänemark, Belgien und der Türkei aktiv und war isländischer A-Nationalspieler. Seit 2021 trainiert der die isländische U19-Nationalmannschaft.

## Spielerkarriere
Ólafur begann seine Karriere bei Fylkir Reykjavík in seiner Heimatstadt Reykjavík. Mit dem Klub erreichte er 2000 in der ersten isländischen Liga die Vizemeisterschaft.
Im Sommer 2001 wechselte Ólafur nach England zum FC Arsenal. Dort kam er lediglich in der Reservemannschaft zum Einsatz, so dass er Anfang 2003 zurück nach Island an seinen alten Klub Fylkir Reykjavík verliehen wurde. Dennoch etablierte er sich in der isländischen U21-Auswahlmannschaft, deren Kapitän er wurde. Nach seiner Rückkehr nach England im Sommer des Jahres konnte er sich weiterhin nicht durchsetzen. Trotzdem kam er im November des Jahres beim 0:0-Unentschieden gegen die mexikanische Nationalmannschaft zu seinem A-Länderspiel-Debüt. Kurze Zeit später kam er auch auf Vereinsbasis zu seinem Pflichtspieldebüt, als Trainer Arsène Wenger ihn am 2. Dezember des Jahres anlässlich eines Spiels im League Cup gegen die Wolverhampton Wanderers als Einwechselspieler einsetzte. In der folgenden Spielzeit kam er an der Seite von Spielern wie Cesc Fàbregas, Jermaine Pennant und Sebastian Larsson lediglich in der Reservemannschaft zum Einsatz.
Nachdem Ólafur sich in der Premier League nicht hatte durchsetzen können und ohne Erstligaeinsatz geblieben war, verließ er im Sommer 2005 den FC Arsenal in Richtung FC Brentford. Beim in der drittklassigen Football League One antretenden Klub unterschrieb er einen Zwei-Jahres-Kontrakt. Kurze Zeit nach seinem Einstand beim Klub verletzte er sich schwer am Knie und verpasste die restliche Spielzeit. Unter dem im Sommer 2006 neu verpflichteten Trainer Scott Fitzgerald gehörte er nicht mehr zur Stammmannschaft, so dass er sich im Dezember des Jahres zum Vereinswechsel entschied.
Im Februar 2007 unterschrieb Ólafur einen Drei-Jahres-Vertrag beim bis dato viermaligen schwedischen Meister Helsingborgs IF. In der Spielzeit 2007 konnte er sich nur zeitweise in die Startelf spielen und kam zu insgesamt 15 Spieleinsätzen. Zu Beginn der folgenden Spielzeit verletzte er sich am Kreuzband, nach seiner Rückkehr im August 2008 verletzte er sich im September erneut am Kreuzband und fiel lange aus. Im Mai 2009 kehrte er in der U21-Mannschaft von HIF auf den Fußballplatz zurück. Zwei Monate später lief er wieder in der Allsvenskan auf und etablierte sich im defensiven Mittelfeld. Anschließend spielte er für die Vereine SønderjyskE Fodbold und SV Zulte Waregem.
Zur Saison 2015/16 wechselte er in die Türkei zum Erstligisten Gençlerbirliği Ankara. Nach einer Saison bei den Hauptstädtern wurde er gemeinsam mit seinen beiden Teamkollegen Hakan Aslantaş und Iasmin Latovlevici vom neuen Ligarivalen Kardemir Karabükspor verpflichtet. Im Sommer 2018 kehrte er zu Fylkir Reykjavík zurück, wo er Ende 2020 seine aktive Karriere beendete.
2018 stand er im isländischen Kader für die Weltmeisterschaft in Russland, bei der Island zum ersten Mal an einer Weltmeisterschaftsendrunde teilnehmen konnte. Island schied nach einem Unentschieden gegen Argentinien und Niederlagen gegen Nigeria und Kroatien als Letzter der Gruppe D noch in der Vorrunde aus; Ólafur blieb ohne Einsatz.

## Trainerkarriere
Bereits als Spieler bei Fylkir Reykjavík wurde Ólafur Anfang 2020 parallel auch Co-Trainer der Mannschaft unter Cheftrainer Atli Sveinn Þórarinsson. Nach einem Jahr wurde er Anfang 2021 zum Trainer der isländischen U19-Nationalmannschaft ernannt.